# Jałowo (powiat augustowski)
Jałowo (biał. Ялова) – wieś w Polsce położona w województwie podlaskim, w powiecie augustowskim, w gminie Lipsk. Leży przy drodze wojewódzkiej nr 673.

## Historia
Według Pierwszego Powszechnego Spisu Ludności z 1921 r. wieś Jałowo liczyła 54 mieszkańców (30 kobiet i 24 mężczyzn) zamieszkałych w 9 domach. Większość mieszkańców miejscowości zadeklarowała wówczas wyznanie prawosławne (41 osób), pozostali zgłosili wyznanie rzymskokatolickie (13 osób). Podział religijny mieszkańców miejscowości pokrywał się z ich strukturą narodowo-etniczną, gdyż większość jej mieszkańców w liczbie 41 osób zadeklarowała narodowość białoruską, zaś pozostali zgłosili narodowość polską (13 osób).
W latach 1975–1998 miejscowość należała administracyjnie do województwa suwalskiego.

## Opis
Miejscowość położona jest na sandrowej Wyspie Jałowskiej (Kępie jałowskiej), położonej nad obszarami doliny Biebrzy, która ją opływa od strony północnej. W części zachodniej znajduje się punkt widokowy na część Biebrzańskiego Parku Narodowego.

## Religia
Prawosławni mieszkańcy wsi przynależą obecnie do parafii pw. św. Jana Teologa w Dąbrowie Białostockiej. Wcześniej, przez blisko 500 lat, podlegali parafii funkcjonującej przy cerkwi pw. Narodzenia Najświętszej Marii Panny w pobliskim Lipsku, która została jednak zburzona w okresie dwudziestolecia międzywojennego.

## Galeria

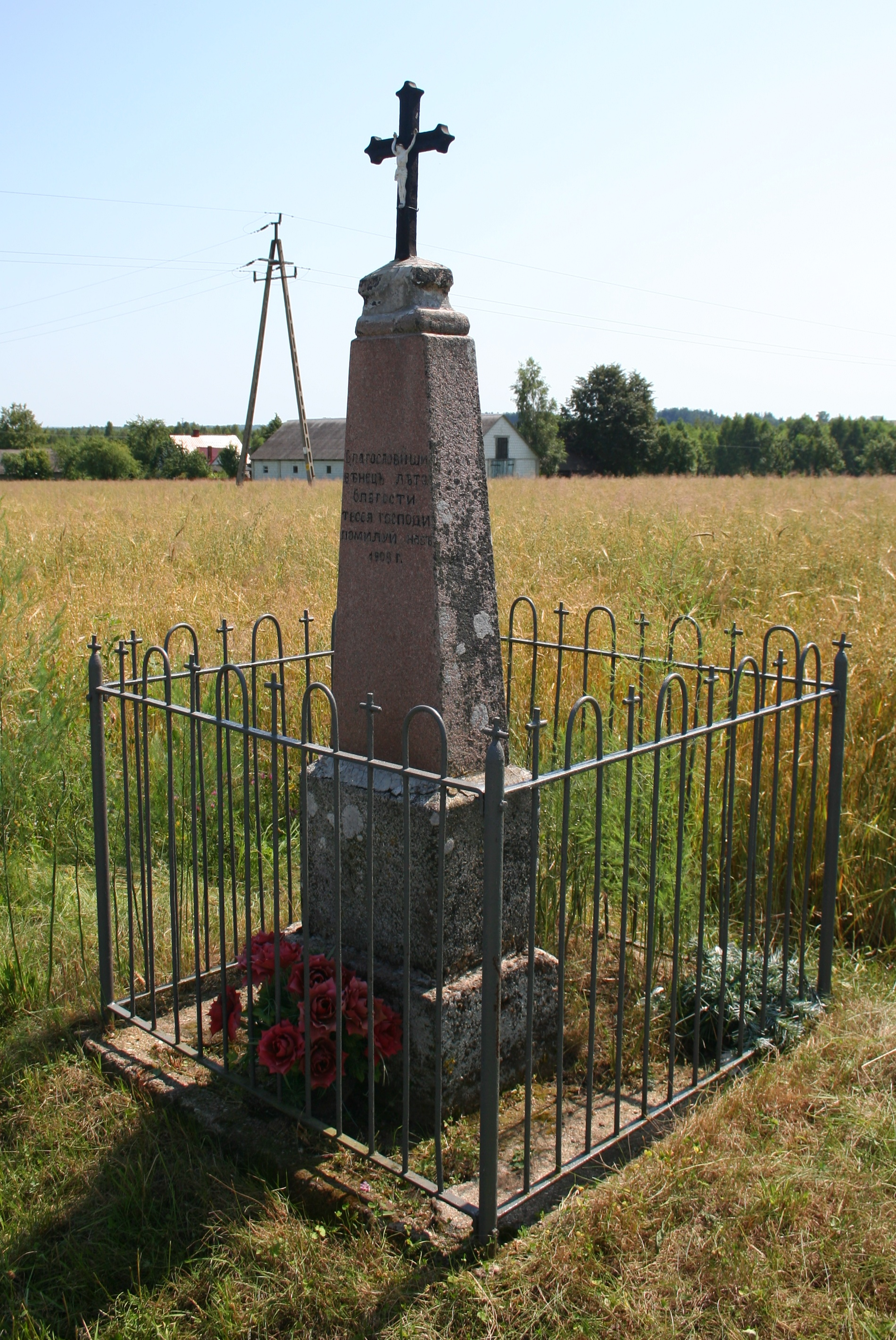
Krzyż przydrożny z cyrylicznymi inskrypcjami znajdujący się przy wjeździe do wsi
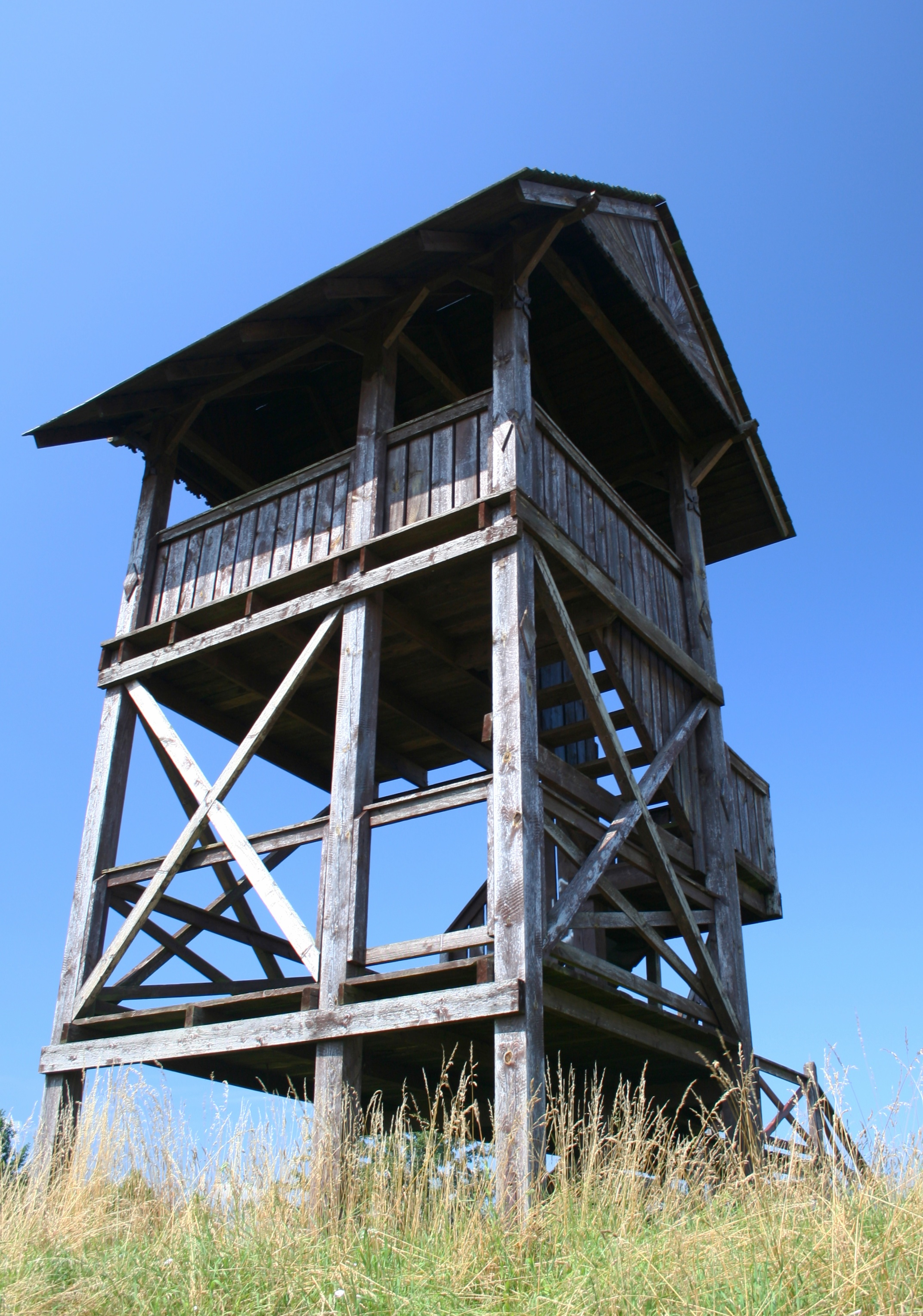
Wieża widokowa ulokowana przy zachodniej granicy pól z Biebrzańskim Parkiem Narodowym